# 사카니시촌
사카니시촌(坂西村)은 도치기현 남서부, 아시카가군에 속했던 촌이다. 현재의 아시카가시에 해당한다.
이후 아시카가군으로 성립한 사카니시정은, 현재 아시카가시 서부의 사카니시 지역과는 범위가 다르다. 

## 역사
- 1889년 4월 1일 - 정촌제 시행에 의해 아시카가군 사카니시촌이 성립하였다.
- 1893년 3월 1일 - 미에촌과 합병해 야마마에촌이 성립하였다.
- 1954년 8월 1일 - 미에촌, 야마마에촌이 아시카시에 편입되었다.

## 교통
1897년에 구촌 지역 내에 일본철도(현 동일본여객철도) 료모선 야마마에역이 개업했다. 

## 참고문헌
- 角川日本地名大辞典 9 栃木県